# 1889-1890-pandemien
1889-1890-pandemien (også kaldet den russiske influenza)
var en pandemi i året 1889 og frem.
Traditionelt har årsagen til pandemien væres forklaret med influenzavirus, men nyere forskning tilskriver i stedet pandemien et coronavirus.
Epidemien er blandt de 20 mest dødelige epidemier nogensinde.[kilde mangler]

## Pandemiens forløb
Sygdommen spredte sig i foråret 1889 i Centralasien, men var om sommeren til en vis grad slumrende for så med efteråret at sprede sig hurtigt.
Den geografiske spredning skete med omkring 300 kilometer om ugen.
Sygdommen toppede i Sankt Petersborg den 7. december 1889 og britiske byer var ramt kun 6 uger senere,
mens den havde spredt sig til Australien i slutningen af marts 1890.
Den hurtige spredning er forklaret med det udbyggede jernbanenetværk.
Pandemien kom i flere bølger i årene efter 1889.
I Storbritannien var anden bølge i foråret 1891 mere dødelig end den første bølge, og tredje bølge i vinteren 1892 ramte ligeledes hårdt.
For Danmarks vedkommende menes det første tilfælde at stamme fra et skib fra Sankt Petersborg, der kom til København i december 1889. Skibsføreren blev syg og indlagt. Få dage efter kom de første danske tilfælde da seks soldater fra en københavnsk kaserne  meldte sig syge.
Den 12. december 1889 kunne Kjøbenhavns Børs-Tidende skrive at "Kjøbenhavns militære Hospitaler er fulde af Patienter".
Det basale reproduktionstal (kontakttallet) har været estimeret til 2,1 og
dødelighedsraten til mellem 0.1% til 0.28%.
Den aldersbetingede dødelighed var J-formet: børn under 1 år havde en stor dødelighed, personer mellem 1 og 60 år havde en jævn lav dødeligehed, mens dødeligheden for personer over 60 år var særlig stor og blev større jo ældre man var.

## Årsag
Analyse af det molekylære ur for to grupper af coronavirusser, det menneskelige OC43-virus og koens coronavirus (BCoV), sætter årstallet for den seneste fælles stamfar til omkring 1890.
De belgiske forskere der havde lavet studiet påpegede sammenfaldet i årstal, og mente at det var nærliggende at forklare 1889-1890-pandemien med at et coronavirus havde sprunget fra koen til mennesket omkring det tidspunkt.
Tidligere havde analyser udgivet i 1958 givet et vis belæg for at kunne sige at pandemien skyldtes H2N2-influenza-virusset.
H3N8-influenzavirusset har ydermere været hævdet som mulig årsag.

## Andre pandemier
Pandemien var ikke det eneste alvorlige sygdomsudbrud i perioden. 
Et epizootisk udbrud af kvægpest hærgede dele af Afrika med store menneskelige omkostninger til følge.
Det menes at en tredjedel af Etiopiens befolkning døde af sult.
Under COVID-19-pandemien fik 1889-1890-pandemien fornyet fokus.
Den danske tv-dokumentar fra 2020 Mysterierne om Danmarks dræbersygdomme, hvor Lone Simonsen og Anders Gorm Pedersen medvirkede, kredsede om coronavirus som forklaring på 1889-1990-pandemien.
En influenza-pandemi i midten af 1970'erne betegnes også som "russisk influenza".
Sovjetunionen var det første land der rapporterede om udbruddet,
og denne pandemi skyldtes H1N1-influenzavirus.

### Yderligere litteratur
- F. B. Smith (1. april 1995, april 1995), "The Russian Influenza in the United Kingdom, 1889–1894", Social History of Medicine, 8 (1): 55-73, doi:10.1093/SHM/8.1.55, PMID 11639616 {{citation}}: Tjek datoværdier i: |date= (hjælp), Wikidata  Q30328988
- Mark Honigsbaum (9. juni 2010), "The Great Dread: Cultural and Psychological Impacts and Responses to the 'Russian' Influenza in the United Kingdom, 1889-1893", Social History of Medicine, 23 (2): 299-319, doi:10.1093/SHM/HKQ011, Wikidata  Q98343179
- L Skog; H Hauska; A Linde (4. december 2008), "The Russian influenza in Sweden in 1889-90: an example of Geographic Information System analysis", Eurosurveillance, 13 (49): 1-12, PMID 19081003, Wikidata  Q47633118